# Кукино (Вологодская область)
Кукино — деревня в Шекснинском районе Вологодской области.
Входит в состав сельского поселения Чуровского, с точки зрения административно-территориального деления — в Чуровский сельсовет.
Расстояние по автодороге до районного центра Шексны — 12 км, до центра муниципального образования Чуровского — 4 км. Ближайшие населённые пункты — Норовка, Семкино, Ельцово.
По переписи 2002 года население — 3 человека.